# Трисилицид пентапразеодима
Трисилицид пентапразеодима — бинарное неорганическое соединение металла празеодима и кремния с формулой Pr5Si3. Кристаллы.

## Получение
- Сплавление стехиометрических количеств чистых веществ:

{\displaystyle {\mathsf {5Pr+3Si\ {\xrightarrow {1417^{o}C}}\ Pr_{5}Si_{3}}}}

## Физические свойства
Трисилицид пентапразеодима образует кристаллы тетрагональной сингонии, пространственная группа I 4/mcm, параметры ячейки a = 0,7820 нм, c = 1,3812 нм, Z = 4, структура типа триборида пентахрома Cr5B3.
Соединение образуется по перитектической реакции при температуре 1417 °C, при температуре 1347÷1367 °C в соединении происходит фазовый переход.
При температуре 42÷44 К соединение переходит в ферромагнитное состояние.